# Upplands runinskrifter 113
Upplands runinskrifter 113 är ett nu försvunnet vikingatida runstensfragment som funnits vid Stenbron, Ed, Eds socken och Upplands Väsby kommun. Möjligen fanns fragmentet kvar ännu på 1700-talet. Olof Celsius d.ä. skriver att runstenen fanns "ett musket-skott ifrån kyrkian" (Eds kyrka). Celsius såg dock själv aldrig stenen.

## Inskriften
Translitterering av runraden:
[× ra... ... stain × eftir × halfti... ...]
Normalisering till runsvenska:
... ... stæin æftiʀ Halfd[an] ...
Översättning till nusvenska:
... stenen efter Halvdan ...